# Chevrotine
 (janvier 2013).
Si vous disposez d'ouvrages ou d'articles de référence ou si vous connaissez des sites web de qualité traitant du thème abordé ici, merci de compléter l'article en donnant les références utiles à sa vérifiabilité et en les liant à la section « Notes et références ».
 (décembre 2015).

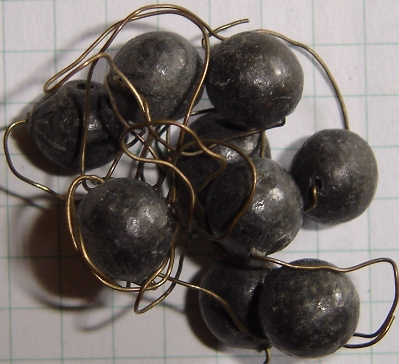
Chevrotine à grains de 8 mm entrelacée avec fil de laiton

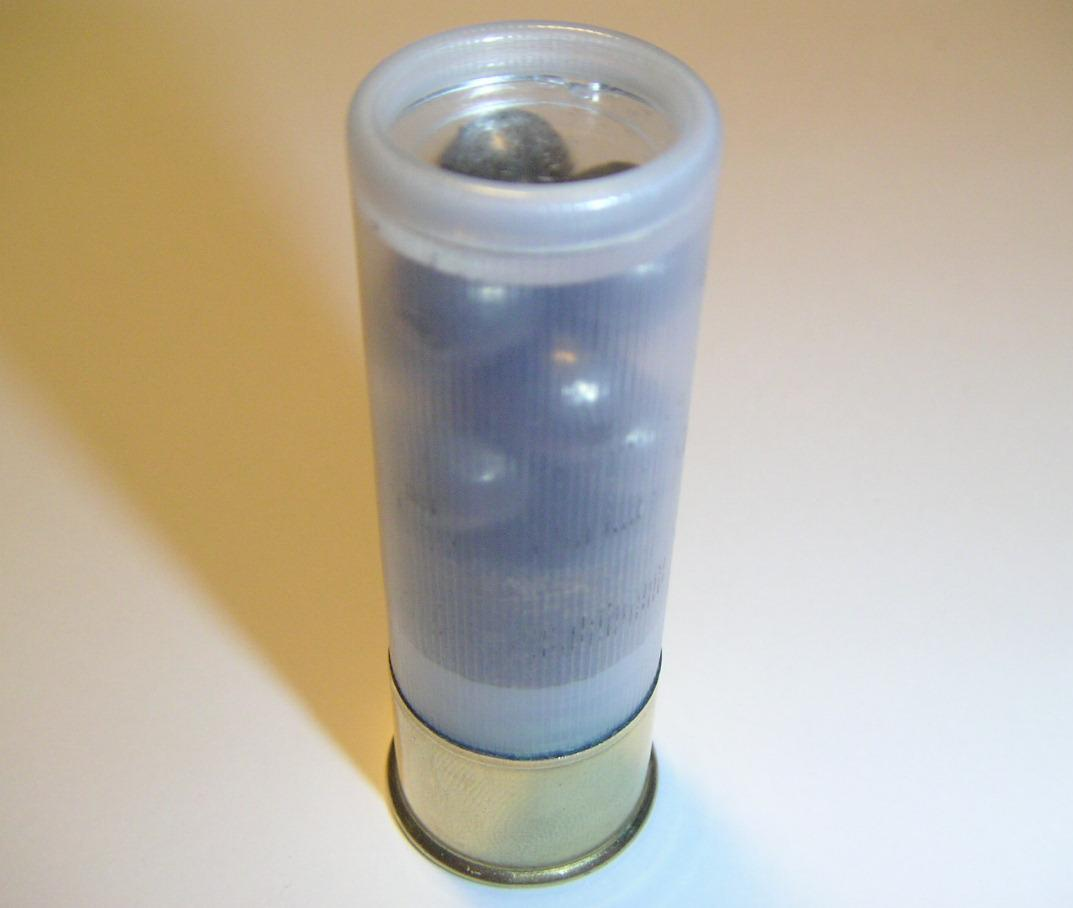
Cartouche de chevrotine contenant 9 grains en plomb, calibre 12.

La chevrotine est une munition composée de grenaille de plomb. Le terme de chevrotine désigne généralement les cartouches comprenant moins de 28 projectiles (en calibre 12) organisés par lits de trois, quatre ou sept projectiles. Le diamètre de ce type de projectile varie de 5,65 à 8,65 mm. Leur masse varie de 1,1 à 3,7 g.
Le plus souvent, on peut trouver des cartouches comprenant 9, 12, 16, 21 et 28 grains.
D'abord utilisée pour la chasse du gibier, elle l'est aussi par certaines polices anti-émeute en tant qu'arme "moins létale" contre les manifestants, notamment en Tunisie. En Inde aussi mais de manière défensive (l'arme offensive étant le lathi khela (en)).

## Chasse au fusil
La munition est utilisée dans des fusils de chasse à canon lisse pour augmenter la probabilité de toucher une cible en mouvement. Ce type de munition est très efficace à courte portée mais présente une capacité de perforation très faible.
La chevrotine est une munition à ne pas confondre avec les cartouches de chasse traditionnelles, utilisant aussi des projectiles sphériques multiples en plomb (ou en acier), de diamètre beaucoup plus petit et donc avec un nombre de grains beaucoup plus important (grenaille). Ces munitions sont aussi utilisées pour augmenter la probabilité de toucher une cible en mouvement, mais en raison de leurs grains plus petits, elles sont généralement réservées au petit gibier, alors que la chevrotine est généralement utilisée sur des gros gibiers, d'où son nom qui fait référence au chevreuil.
Les grains de cette munition ont tendance à ricocher lorsqu'ils frappent une surface dure, ce qui en fait une munition dangereuse pour les personnes situées à proximité de la cible. Plus la distance augmente, plus la charge de plombs se disperse ; pour cette raison, si la probabilité de toucher la cible augmente, la probabilité que tous les plombs frappent la cible diminue, ce qui peut avoir pour conséquence de blesser le gibier sans le tuer. À cause de ce problème de dangerosité et d'éthique, la chevrotine est interdite à la chasse dans la plupart des départements sauf dérogation. Elle est toutefois disponible à la vente contrairement à la chevrotine liée, introuvable en armurerie.

## Réglementation en France
En Guyane (973), où la chevrotine est autorisée par dérogation préfectorale, elle est abondamment utilisée. Les autochtones lui préfèrent depuis longtemps le plomb No 2 (calibre 12) ou No 4 (calibre 20) pour la chasse de jour, et No 0000 (12)  ou No 00 (20) pour la chasse de nuit. L'efficacité de la grosse grenaille est réputée tant à l'affût (15 mètres maximum) qu'en battue (20 à 30 mètres). En France métropolitaine, la chevrotine redevient légale dans 30 départements en 2024.

## Chevrotine liée
La chevrotine liée est une munition dont les grains de plombs sont liés les uns aux autres par du fil, le plus souvent en laiton. Ce principe permet de garder les grains groupés pendant le tir, ainsi la charge de plombs ne se disperse pas avec la distance. Les grains s'écartent les uns des autres à une distance déterminée par la longueur du fil qui les maintient ensemble, ce qui donne une forme de toile d'araignée à la charge pendant le tir. Ce principe permet d'augmenter la probabilité de toucher la cible par rapport à un projectile unique car la surface couverte est bien plus importante, mais aussi d'augmenter la létalité des projectiles par rapport à des grains non liés car ceux-ci ont plus de chances de toucher la cible dans leur totalité. Cette munition combine donc les avantages des cartouches à projectiles multiples et unique.
Toutefois, ce type de munition est dangereux y compris pour le tireur. Lorsque la chevrotine liée rencontre un obstacle, un poteau ou une branche d'arbre, elle peut avoir l'effet d'une fronde et partir dans n'importe quelle direction et revenir sur le tireur.
La chevrotine ayant une utilité très limitée en stand de tir, elle n'a d'utilité que dans la destruction, ce qui en fait une munition utilisée par les forces de l'ordre pour mettre hors d'état un véhicule ou "ouvrir" une porte ou une cloison. Son efficacité anti-personnel est très exagérée dans les films, mais reste néanmoins dévastatrice à courte portée.[réf. nécessaire]

## Charge des munitions de calibre 12/70
|                                          | Chevrotines (nbre de grains par charge) | Chevrotines (nbre de grains par charge) | Chevrotines (nbre de grains par charge) | Chevrotines (nbre de grains par charge) | Chevrotines (nbre de grains par charge) | Grenaille - plombs n° | Grenaille - plombs n° | Grenaille - plombs n° | Grenaille - plombs n° | Grenaille - plombs n° | Grenaille - plombs n° | Grenaille - plombs n° | Grenaille - plombs n° | Grenaille - plombs n° | Grenaille - plombs n° | Grenaille - plombs n° | Grenaille - plombs n° | Grenaille - plombs n° | Grenaille - plombs n° | Grenaille - plombs n° | Grenaille - plombs n° |
|                                          | 9                                       | 12                                      | 16                                      | 21                                      | 28                                      | 0000                  | 000                   | 00                    | 0                     | 1                     | 2                     | 3                     | 4                     | 5                     | 6                     | 7                     | 8                     | 9                     | 10                    | 11                    | 12                    |
| ---------------------------------------- | --------------------------------------- | --------------------------------------- | --------------------------------------- | --------------------------------------- | --------------------------------------- | --------------------- | --------------------- | --------------------- | --------------------- | --------------------- | --------------------- | --------------------- | --------------------- | --------------------- | --------------------- | --------------------- | --------------------- | --------------------- | --------------------- | --------------------- | --------------------- |
| disposition                              | 3x3                                     | 3x4                                     | 4x4                                     | 3x7                                     | 4x7                                     | en vrac               | en vrac               | en vrac               | en vrac               | en vrac               | en vrac               | en vrac               | en vrac               | en vrac               | en vrac               | en vrac               | en vrac               | en vrac               | en vrac               | en vrac               | en vrac               |
| diamètre en mm                           | 8,65                                    | 7,65                                    | 6,80                                    | 6,20                                    | 6,20                                    | 5                     | 4,75                  | 4,50                  | 4,25                  | 4                     | 3,75                  | 3,5                   | 3,25                  | 3                     | 2,75                  | 2,5                   | 2,25                  | 2                     | 1,75                  | 1,5                   | 1,25                  |
| poids de chaque plomb en g               | 3,70                                    | 2,70                                    | 1,90                                    | 1,40                                    | 1,40                                    | 0,73                  | 0,63                  | 0,52                  | 0,45                  | 0,38                  | 0,31                  | 0,20                  | 0,16                  | 0,12                  | 0,09                  | 0,07                  | 0,05                  | 0,03                  | 0,02                  | 0,01                  | 0,01                  |
| Nombre de plombs dans une charge de 36 g | 9                                       | 12                                      | 16                                      | 21                                      | 28                                      | 44                    | 51                    | 58                    | 67                    | 101                   | 123                   | 151                   | 189                   | 241                   | 312                   | 418                   | 579                   | 828                   | 1229                  | 1438                  | 1677                  |